# Paeonia clusii
Paeonia clusii är en pionväxtart. Paeonia clusii ingår i släktet pioner, och familjen pionväxter.

## Underarter
Arten delas in i följande underarter:
- P. c. clusii
- P. c. rhodia